# André Deforge
André Deforge (* 4. März 1914 in Paris; † 24. Januar 1996 ebenda) war ein französischer Radrennfahrer und nationaler Meister im Radsport.

## Sportliche Laufbahn
Deforge war im Straßenradsport und im Bahnradsport aktiv. 1933 gewann er den nationalen Titel im Straßenrennen der Amateure und 1934 im Mannschaftszeitfahren. Als Amateur siegte er in den Eintagesrennen Paris–Romorantin und Paris–Gien 1932, Paris–Château-Thierry 1934. Zweite Plätze holte er bei Paris–Orléans 1933, Paris–Cayeux und Paris–Verneuil 1934. Dritter wurde er bei Paris–Laon und Paris–Dieppe 1933. Bei den Straßenradsport-Weltmeisterschaften 1934 startete er für die französische Nationalmannschaft und gewann hinter Kees Pellenaars die Silbermedaille im Rennen der Amateure. 
Von 1935 bis 1948 war er Unabhängiger und Berufsfahrer. Als Radprofi gewann er 1935 eine Etappe in der Circuit de l’Ouest, 1936 Paris–Verdun, 1939 das Critérium national. 1939 wurde er Zweiter im Grand Prix de Cannes. 1940 und 1943 wurde er jeweils Dritter im Critérium national. Die Tour de France 1938 beendete er nicht.
Auf der Bahn gewann er 1945 den nationalen Titel in der Einerverfolgung gemeinsam mit André Blanchet.